# Hjalmar Hjorth Boyesen
Hjalmar Hjorth Boyesen (* 23. September 1848 in Frederiksvärn, Norwegen; † 1895) war ein norwegisch-amerikanischer Schriftsteller, im Besonderen ein Novellist.

## Leben
Als Sohn eines Militärbeamten geboren, studierte er in Christiania namentlich neuere Sprachen und ging später in die USA. Dort bekleidete er eine Professur an der Columbia University in New York.
Boyesens erste literarische Versuche erschienen in einem von seinen Landsleuten in Chicago herausgegebenen Journal: „Fremad“. Einen bedeutenden Erfolg aber errang er erst mit seinem (englisch geschriebenen) Roman „Gunnar“ (1874; deutsch, Breslau 1880). Seine Erzählungen zeichnen sich durch eine eigentümliche Vermischung nordischer Gemütstiefe und amerikanischer Lebenspraxis aus.

## Werke
- A Norseman's pilgrimage
- Tales from two hemispheres (1879)
- Falconberg (1879)
- Goethe og Schiller (1879)
- Queen Titania (1880)
- Ilka on the hill top, and other stories (1881)
- Idyls of Norway and other poems (1882)
- A Daughter of the Philistines (1883)
- A Harvest of Tares (1893); deutsch (dt. Erstausg.: Stuttgart: Engelhorn, 1897): Neuauflage: Selbstbestimmung. Roman. (Aus dem amerikanischen Englisch von Mathilde Mann und mit einem Nachwort von Marc L. Ratner), Lilienfeld Verlag, Düsseldorf 2008, ISBN 978-3-940357-05-2 (Lilienfeldiana Band 2)